# Kinh tế thị trường
Kinh tế thị trường là mô hình kinh tế mà trong đó người mua và người bán tác động với nhau theo quy luật cung cầu, giá trị để xác định giá cả và số lượng hàng hoá, dịch vụ trên thị trường.

## Ưu điểm
Trong nền kinh tế thị trường, nếu lượng cầu hàng hóa cao hơn lượng cung, thì giá cả hàng hóa sẽ tăng lên, mức lợi nhuận cũng tăng khuyến khích người sản xuất tăng lượng cung. Người sản xuất nào có cơ chế sản xuất hiệu quả hơn thì cũng có tỷ suất lợi nhuận cao hơn, cho phép họ tăng quy mô sản xuất, và do đó các nguồn lực sản xuất sẽ chảy về phía những người sản xuất hiệu quả. Những người sản xuất có cơ chế sản xuất kém hiệu quả sẽ có tỷ suất lợi nhuận thấp, khả năng mua nguồn lực sản xuất thấp, sức cạnh tranh kém sẽ bị đào thải. Do đó, nền kinh tế thị trường tạo ra động lực để các doanh nghiệp có thể đổi mới, phát triển mình, bởi khi các doanh nghiệp đó muốn cạnh tranh và đáp ứng tốt nhu cầu của thị trường thì đòi hỏi họ phải đổi mới về công nghệ, về quy trình sản xuất, quản lý, về các sản phẩm của mình.
Ở nền kinh tế thị trường thì con người mong muốn tìm ra phương án cải tiến cho phương thức làm việc, đúc rút cho bản thân nhiều kinh nghiệm. Kinh tế thị trường là nơi để phát hiện, đào tạo, tuyển chọn, sử dụng những người có năng lực tốt, nâng cao quy trình quản lý kinh doanh, cũng là nơi để đào thải những nhà quản lý chưa đạt được hiệu quả cao. 
Kinh tế thị trường tạo xu thế liên doanh, liên kết đẩy mạnh giao lưu kinh tế, các nước đang phát triển có cơ hội được tiếp xúc được chuyển giao công nghệ sản xuất, công nghệ quản lý từ các nước phát triển để thúc đẩy công cuộc xây dựng và phát triển kinh tế ở nước mình. Trong thương mại quốc tế, mức độ thị trường hóa nền kinh tế có thể được sử dụng làm tiêu chí trong xác định điều kiện thương mại giữa hai bên.
Thúc đẩy các cá nhân sử dụng lao động tạo động lực cho những người lao động đồng thời sáng tạo ra các công nghệ, phương thức mới nhằm thay đổi thể chế quản lý sang hướng có lợi nhiều hơn cho người lao động.
Các nền kinh tế thị trường có xu hướng cung cấp nhiều việc làm hơn. Một ví dụ là các doanh nghiệp vừa và nhỏ chiếm 99,7% tổng số doanh nghiệp tại Hoa Kỳ, các doanh nghiệp có ít hơn 20 nhân viên ở Hoa Kỳ chiếm 89,6% lực lượng lao động tại nước này. Với nền kinh tế thị trường, sự tập trung vào đổi mới cho phép các doanh nghiệp nhỏ này tìm ra những thị trường ngách và cung cấp các công việc với mức lương cao ở địa phương.

## Nhược điểm
Cơ chế phân bổ nguồn lực trong nền kinh tế thị trường có thể dẫn tới bất bình đẳng trong xã hội và quan niệm. Người giàu sẽ sử dụng lợi thế về tài sản để chiếm hữu ngày càng nhiều của cải và quyền lực hơn, trong khi người nghèo sẽ ngày càng nghèo hơn. Cuối cùng sẽ dẫn tới phân chia giai cấp: thiểu số người giàu nắm quyền lực cai trị xã hội, còn đa số là người nghèo có đời sống khó khăn. Chênh lệch giàu nghèo quá mức sẽ dẫn tới nguy cơ bất ổn xã hội khi người nghèo đấu tranh (nhiều khi bằng bạo loạn, lật đổ) để có cuộc sống tốt hơn.
Sau một thời gian cạnh tranh "cá lớn nuốt cá bé", các nhà sản xuất nhỏ lẻ sẽ bị các hãng sản xuất lớn mạnh hơn thôn tính. Cuối cùng chỉ còn lại một số ít các nhà sản xuất lớn có tiềm lực mạnh, họ sẽ thâu tóm phần lớn các ngành kinh tế, toàn bộ nền kinh tế sẽ chỉ do một vài nhà tài phiệt nắm quyền thao túng. Kinh tế thị trường sẽ dần biến thành kinh tế độc quyền chi phối. Các doanh nghiệp độc quyền không có đối thủ cạnh tranh nên tùy ý chi phối thị trường, nếu Nhà nước không can thiệp thì họ sẽ cố ý tăng giá, giảm chất lượng sản phẩm để tăng thêm lợi nhuận, gây ra tổn thất cho xã hội và người tiêu dùng.
Do chạy theo lợi nhuận nên các doanh nghiệp sẽ đầu tư mở rộng sản xuất liên tục, sớm muộn sẽ dẫn đến mất cân bằng cung cầu. Trong giai đoạn đầu, các công ty đầu tư phát triển sản xuất khiến nguồn cung tăng mạnh trong khi cầu tăng không tương xứng với cung. Hiện tượng này tích lũy qua nhiều năm sẽ dẫn đến khủng hoảng thừa: hàng hoá bị ứ đọng, giá cả sụt giảm, do không bán được hàng để thu hồi chi phí đầu tư nên hàng loạt doanh nghiệp phá sản và dẫn đến khủng hoảng kinh tế. Cuộc Đại khủng hoảng ở Mỹ năm 1929 chính là kết quả của sự tăng trưởng sản xuất quá mức trong thập kỷ 1920 mà không có sự điều tiết hợp lý của chính phủ.
Đó là chưa kể vấn đề về sự sai và sót trong thông tin có thể dẫn tới việc phân bổ nguồn lực không hiệu quả. Do một số nguyên nhân, giá cả có thể không linh hoạt trong các khoảng thời gian ngắn hạn khiến cho việc điều chỉnh cung cầu không suôn sẻ, dẫn tới khoảng cách giữa tổng cung và tổng cầu. Đây là nguyên nhân của các hiện tượng thất nghiệp và lạm phát. 
Trong một số tình huống, thị trường tự do đi ngược lại lợi ích chung của xã hội. Việc quá đề cao tính thị trường mà không có sự điều tiết của Nhà nước sẽ tạo cơ hội cho sự ích kỷ cá nhân, vì lợi ích cá nhân mà vô cảm cộng đồng, nhất là trong những tình huống ngặt nghèo thì sẽ có những người vì lòng tham lợi nhuận mà sẵn sàng gây tổn hại cho xã hội. Ví dụ: 1 vùng xảy ra dịch bệnh nên bị thiếu thuốc men, nếu Nhà nước không can thiệp (quy định mức giá tối đa, cấm đầu cơ tích trữ) thì các nhà buôn thuốc sẽ lợi dụng tình trạng này để đẩy giá bán thuốc chữa bệnh lên cao, phần lớn dân nghèo sẽ không đủ tiền mua thuốc và sẽ phải chết vì bệnh dịch. Hoặc thị trường sản xuất phim ảnh, ca nhạc, giải trí vì chạy theo lợi nhuận mà sản xuất những tác phẩm mang nội dung phản cảm, đồi trụy, gây tổn hại tới đạo đức xã hội.
Để cơ chế thị trường không phát sinh tiêu cực trong cạnh tranh, thì các điều kiện sau đây phải được thỏa mãn: thị trường phải có cạnh tranh hoàn hảo, thông tin minh bạch, không có các ảnh hưởng ngoại lai, không có đầu cơ, không có vi phạm đạo đức kinh doanh, không có lách luật v.v... Tuy nhiên, trong thực tế không có nước nào đáp ứng hoàn hảo các điều kiện này, nên có những trường hợp cơ chế thị trường sẽ không thể phân bổ tối ưu các nguồn lực kinh tế, thậm chí góp phần gây ra khủng hoảng kinh tế hoặc khủng hoảng nhân đạo. Khi đó sẽ có thất bại thị trường. Một ví dụ tiêu biểu là Hoa Kỳ: nền y tế nước này hoàn toàn do tư nhân kiểm soát, bệnh viện và đội ngũ bác sĩ Hoa Kỳ có chất lượng hàng đầu thế giới, nhưng viện phí ở Hoa Kỳ cũng đắt đỏ bậc nhất thế giới. Nếu không có bảo hiểm y tế, một bệnh nhân có thể tiêu tốn hàng trăm nghìn USD cho mỗi lần chữa bệnh, kết quả là những người thu nhập thấp sẽ không được hệ thống y tế này cứu chữa. Hoạt động xét nghiệm y tế ở Hoa Kỳ không được kiểm soát trên toàn quốc, nước này cũng không có hệ thống chăm sóc sức khỏe tập trung và xét nghiệm y tế tập trung do chính phủ quản lý. Vì những điểm yếu này, khi Đại dịch COVID-19 xảy ra, Hoa Kỳ đã trở thành nước bị ảnh hưởng nặng nhất thế giới với hàng chục triệu ca nhiễm bệnh, trong đó vài trăm nghìn người đã chết
Trong điều kiện Kinh tế chiến tranh thì kinh tế thị trường lại không hiệu quả bằng kinh tế kế hoạch. Khi xảy ra chiến tranh, kinh tế thị trường không cho phép tập trung các nguồn tài nguyên, năng lực sản xuất vào mục tiêu quan trọng nhất là sản xuất quốc phòng (bởi các nhà sản xuất chỉ quan tâm đến lợi nhuận của bản thân, họ sẽ vẫn tập trung sản xuất các mặt hàng khan hiếm như thực phẩm, hàng tiêu dùng chứ không ưu tiên sản xuất trang bị cho quân đội). Một số nhà sản xuất thậm chí sẽ đi ngược lại lợi ích của quốc gia, ví dụ như bán vũ khí, bí mật công nghệ cho nước đối thủ, hoặc nhận hối lộ của nước đối thủ để ngừng sản xuất hàng hóa thiết yếu cho đất nước. Do vậy, nếu xảy ra chiến tranh, Chính phủ các nước thường chuyển đổi sang nền kinh tế kế hoạch để ngăn chặn tình trạng khủng hoảng xã hội, huy động thêm ngân sách để mở rộng quy mô quân đội, đồng thời tập trung tài nguyên cho sản xuất quốc phòng và khôi phục trật tự kinh tế và xã hội. Tiêu biểu như Hoa Kỳ: khi Thế chiến 2 nổ ra, nước này đã đình chỉ một phần nền kinh tế thị trường để chuyển sang Kinh tế chiến tranh. Trong thời kỳ cao điểm của Thế chiến 2, gần 40% GDP Hoa Kỳ là để cung ứng cho chiến tranh. Chính phủ ưu tiên cho các ngành sản xuất phục vụ cho mục đích quân sự, gần như tất cả những yếu tố đầu vào (nguyên liệu, nhân công) được phân bổ cho sản xuất chiến tranh. Nhiều loại hàng hoá được phân phối cố định theo tem phiếu, giá cả và tiền lương được Chính phủ kiểm soát, và nhiều loại hàng hoá tiêu dùng bị cấm sản xuất. Một phần lớn lực lượng lao động được Chính phủ Mỹ điều động vào quân đội Các nước tham chiến khác như Anh, Đức, Nhật, Ý... cũng thi hành những chính sách tương tự.
Trong thực tế hiện nay, để hạn chế mặt trái của kinh tế thị trường, không có nước nào có một nền kinh tế thị trường hoàn toàn tự do - tự phát, các chính phủ luôn can thiệp vào thị trường dù ít hay nhiều. Cũng như vậy, không có nước nào có nền kinh tế kế hoạch hóa tập trung hoàn toàn (ngay cả kinh tế Cộng hòa Dân chủ Nhân dân Triều Tiên cũng có 1 phần nhỏ là kinh tế tư nhân, kinh tế hộ gia đình). Thay vào đó, hầu hết các nước có nền kinh tế hỗn hợp. Tùy ở mỗi nước mà các yếu tố thị trường và yếu tố can thiệp của Nhà nước nhiều hay ít. Ví dụ như tại Hoa Kỳ, tuy có nền kinh tế chủ yếu là thị trường tư nhân nhưng nước này vẫn có Đạo luật Sản xuất Quốc phòng (DPA), cho phép tổng thống Mỹ có quyền yêu cầu doanh nghiệp buộc phải nhận và ưu tiên đơn hàng chế tạo vật liệu, thiết bị được coi là cần thiết với quốc phòng, dù điều đó có thể gây thua lỗ cho doanh nghiệp, Tổng thống Mỹ cũng có quyền quy định những mặt hàng bị cấm tích trữ hoặc đầu cơ tăng giá.